# Луј Госет Млађи
Луј Кемерон Госет Млађи (енгл. Louis Cameron Gossett Jr.; Бруклин, 27. мај 1936 — Санта Моника, 29. март 2024) био је амерички филмски и телевизијски глумац, који је освојио Оскара за најбољег споредног глумца и Златни глобус за најбољег споредног глумца за филм Официр и џентлмен (1982).
Госет је постао први црни глумац који је добио Оскара за најбољег споредног глумца, други црни глумац који је добио Оскара и трећи црни глумац укупно од свих номинованих за Оскара.
Такође је познат и по улози Вортигана из популарне серије видео игара Half-Life. Добио је награду Еми за улогу свирача у телевизијској мини серији ТВ мреже АБЦ Корени 1977. Госет је глумио и у бројним другим филмским продукцијама, укључујући Путовања са мојом тетком (1972), Насмејани полицајац (1973), Дубина (1977), Ајкула 3 (1983), Мој непријатељ (1985) Волфганга Петерсена, серијалу филмова Гвоздени орао (1986—1995), Егзекутор (1989) заснованом на стрипу Панишер и Оловни војници (1991). Глумио је у многим научно фантастичним и акционим филмовима, а глумачка каријера му траје више од педесет година. У младости се кратко бавио кошарком, пре него што се почео бавити глумом. Поред Half-Life давао је глас у још неколико видео игара. У анимираном серијалу Batman: The Animated Series из 2004. године, давао је глас Лусијусу Фоксу.